# Colecția de Etnografie „Preot Vasile Heisu” din Răcăciuni
Colecția de etnografie „Preot Vasile Heisu” Răcăciuni este un muzeu județean din Răcăciuni. Colecția (donație făcută de preotul Vasile Heisu, în anul 1968) este expusă în clădirea Primăriei, construită între anii 1940 - 1944. Expoziția cuprinde piese de port popular din zonele: Răcăciuni, Orbeni, Pâncești, Parava, precum și scoarțe și ștergare din aceleași zone (circa 700 obiecte), de la sfârșitul secolului al XIX-lea și prima jumătate a secolului al XX-lea. Colecția a fost constituită timp de mai multe decenii de preotul V. Heisu din Răcăciuni. Cuprinde piese de port popular, textile de interior, obiecte etnografice diverse, piese de arheologie din sate de pe Valea Siretului: Răcăciuni, Orbeni, Pâncești, Parava, Valea Seacă și Corbasca. În expoziția permanentă sunt etalate costume populare, textile de interior și piese arheologice.
Clădirea muzeului este declarată monument istoric, având codul BC-II-m-B-00888. Colecția este expusă în clădirea Primăriei, construită intre anii 1940 - 1944.